# ميت العبسي
ميت العبسي إحدى قرى مركز قويسنا التابع لمحافظة المنوفية في جمهورية مصر العربية.

## التاريخ
قرية ميت العبسي من القرى القديمة، حيث وردت باسم «منية العبسي» في أعمال جزيرة قوسينا ضمن قرى الروك الصلاحي التي أحصاها ابن مماتي في كتاب قوانين الدواوين، كما وردت باسم «منية العبسي» في أعمال الغربية ضمن قرى الروك الناصري التي أحصاها ابن الجيعان في كتاب «التحفة السنية بأسماء البلاد المصرية». وفي العصر العثماني وردت باسم «منية العبسي» في التربيع العثماني الذي أجراه الوالي العثماني سليمان باشا الخادم في عصر السلطان العثماني سليمان القانوني ضمن قرى ولاية الغربية، وفي تاريخ 1228هـ/1813م الذي عدّ قرى مصر بعد المسح الذي قام به محمد علي باشا باسم «ميت العبسي» ضمن قرى مديرية المنوفية.

## السكان
بلغ عدد سكان ميت العبسي 1,003 نسمة، حسب الإحصاء الرسمي لعام 2006.